# بيلين فابرا
بيلين فابرا (بالإسبانية: Belén Fabra)‏ وهي ممثلة إسبانية ولدت في يوم 3 نوفمبر 1977 في مدينة طرطوشة طراغونة كتلونيا إسبانيا.

## روابط خارجية
- بيلين فابرا على موقع IMDb (الإنجليزية)
- بيلين فابرا على موقع ألو سيني (الفرنسية)
- بيلين فابرا على موقع تيرنر كلاسيك موفيز (الإنجليزية)
- بيلين فابرا على موقع أول موفي (الإنجليزية)
- بيلين فابرا على موقع قاعدة بيانات الفيلم (الإنجليزية)
- بيلين فابرا على موقع كينوبويسك (الروسية)